# Savang Vadhana
Hoàng hậu Savang Vadhana của Xiêm (tiếng Thái: สว่างวัฒนา; RTGS: Sawang Watthana, ngày 10 tháng 9 năm 1862 - ngày 17 Tháng 12 năm 1955) là một phối ngẫu của vua Chulalongkorn hay Rama V và em gái cùng cha khác mẹ của mình. Tên đầy đủ của bà là Hoàng hậu Sri Savarindira (tiếng Thái: ศรีสวรินทิรา; RTGS: Si Sawarinthira) - như vậy, bà không phải là Rajini (hoàng hậu), bà là người phối ngẫu cao nhất. Sau khi cháu trai đầu tiên của bà lên nắm quyền vào năm 1935, bà được biết như Somdech Phra Phan Vasa Ayyika Chao (tiếng Thái: สมเด็จพระพันวัสสาอัยยิกาเจ้า; RTGS: Somdet Phra Phan Watsa Ai-yika Chao), có nghĩa là Các Bà hoàng hậu vì bà là bà ngoại của cả hai vua Ananda Mahidol và vua Bhumibol Adulyadej hoặc Rama IX.

## Đời sống
Savang Vadhana là con gái thứ 27 của vua Rama IV (Vua Mongkut hoặc Rama IV) và công chúa phối ngẫu Piam và do đó là em gái cùng cha khác mẹ của chồng bà ấy. Cuộc hôn nhân với Chulalongkorn đã sinh ra những đứa con sau:
- Thái tử Maha Vajirunhis (27 tháng 6 năm 1878 - 04 tháng 1 năm 1894)
- Hoàng tử Isariyalongkorn (04 Tháng 9 1879 - 25 tháng 9 năm 1879)
- Công chúa Vichitra Chiraprabha (ngày 21 tháng 4 năm 1881 - 15 Tháng 8 1881)
- Hoàng tử Sommatiwongse Varodaya, Hoàng tử Sri Dharmaraj (09 tháng 6 năm 1882 - ngày 17 tháng 6 năm 1899)
- công chúa Valaya Alongkorn, công chúa của Bejraburi (16 tháng 4 năm 1884 - 15 Tháng 2 1938)
- công chúa Sirabhorn Sobhon (ngày 19 tháng 7 năm 1888 - 24 tháng 5 năm 1898)
- Hoàng tử Mahidol Adulyadej, Hoàng tử Songkla, (sau khi chết Hoàng tử Cha của Thái Lan ; 01 tháng một 1892 - ngày 24 tháng 9 năm 1929) là cha của công chúa Galyani Vadhana, vua Rama VIII và vua Rama IX.
- Công chúa (không rõ tên)

Ngoài ra, hoàng hậu cũng nhận nuôi một số người con của chồng và nuôi chúng như con của mình, gồm Hoàng tử Rangsit Prayurasakdi, người sau này phục vụ một thời gian ngắn như nhiếp chính của Siam cho cháu trai của vua Bhumibol Adulyadej.
Tất cả các người con ruột của bà đã chết trước bà. Bà nhìn thấy hai người con trai đầu tiên của bà trong dòng họ lên ngôi, Vajirunhisand Mahidol.
Khi vua Prajadhipok (hoặc Rama VII) thoái vị vào năm 1935, là con trai của con trai út của Nữ hoàng Savang Vadhana, Hoàng tử Ananda Mahidol, lên ngôi làm vua Ananda Mahidol (Rama VIII). bà đã nhận được danh hiệu Hoàng hậu Bà, đã được đổi tên thành Sri Savarindira Vua Prajadhipok trong khi bà là hoàng hậu dì.
Nữ hoàng Sri Savarindira cũng là bà nội của vua Bhumibol Adulyadej (Rama IX). Mặc dù con trai bà, Thái tử Maha Vajirunhis không sống sót để trở thành vua, bà đã sống và có hai cháu trai trở thành vua.

## Qua đời

Nữ hoàng Savang Vadhana vào năm 1938, với những đứa cháu của bà, vua Ananda Mahidol (Rama VIII) và Hoàng tử Bhumibol Adulyadej (sau này là vua Rama IX). Bức ảnh được chụp bởi Hoàng tử Rangsit Prayurasakdi, Hoàng tử của Chainat

Savang Vadhana qua đời vào ngày 17 Tháng 12 năm 1955, ở tuổi 93. Tro cốt của bà được chôn cất tại Nghĩa trang Hoàng gia tại Wat Rajbopit, Bangkok. Một trong những nơi cư trú của hoàng hậu có thể được nhìn thấy ở Bang Pa-In cung điện hoàng gia. Bà cư trú trong những năm còn lại tại Sa hoàng cung Pathum, nơi một bảo tàng dành riêng cho bà đang được xây dựng tại biệt thự Tamnak Yai. Nữ hoàng Savang Vadhana Foundation được thành lập vào ngày 27 tháng 10 năm 2005 dưới sự bảo trợ của công chúa Maha Chakri Sirindhorn, cháu gái của bà.

## Danh hiệu và phong cách
- 1862–1878: Her Royal Highness Princess Savang Vadhana
- 1878–1880: Her Royal Highness Princess Savang Vadhana, the Princess Consort
- 1880–1910: Her Majesty the Queen
- 1910–1934: Her Majesty the Queen Aunt
- 1934–1955: Her Majesty the Queen Grandmother

## Trang trí Hoàng gia Thái
- The Most Illustrious Order of the Royal House of Chakri
- The Ancient and Auspicious of Order of the Nine Gems
- Dame Grand Cross (First Class) of The Most Illustrious Order of Chula Chom Klao
- Dame of the Ratana Varabhorn Order of Merit
- Dame Grand Cordon (Special Class) of The Most Noble Order of the Crown of Thailand
- King Rama IV Royal Cypher Medal (Second Class)
- King Rama V Royal Cypher Medal (First Class)
- King Rama VI Royal Cypher Medal (First Class)
- King Rama VII Royal Cypher Medal (First Class)
- King Rama VIII Royal Cypher Medal (First Class)
- King Rama IX Royal Cypher Medal (First Class)

## Hậu duệ
| Tên                                                  | Sinh                     | Mất                       | Phối ngẫu       | Con cái                                 |
| ---------------------------------------------------- | ------------------------ | ------------------------- | --------------- | --------------------------------------- |
| Crown Prince Maha Vajirunhis                         | ngày 27 tháng 6 năm 1878 | ngày 4 tháng 1 năm 1895   | Không kết hôn   |                                         |
| Hoàng tử Isariyalongkorn                             | ngày 4 tháng 9 năm 1879  | ngày 25 tháng 9 năm 1879  | Không kết hôn   |                                         |
| Công chúa Vichitra Chiraprabha                       | ngày 21 tháng 4 năm 1881 | ngày 15 tháng 8 năm 1881  | Không kết hôn   |                                         |
| Sommatiwongse Varodaya, Prince of Nakhonsridharmaraj | ngày 9 tháng 6 năm 1882  | ngày 17 tháng 6 năm 1899  | Không kết hôn   |                                         |
| Valaya Alongkorn, Princess of Bejraburi              | ngày 16 tháng 4 năm 1884 | ngày 15 tháng 2 năm 1938  | Không kết hôn   |                                         |
| Công chúa Sirabhorn Sobhon                           | ngày 19 tháng 7 năm 1888 | ngày 24 tháng 5 năm 1898  | Không kết hôn   |                                         |
| Mahidol Adulyadej, Prince of Songkla                 | ngày 1 tháng 1 năm 1891  | ngày 24 tháng 9 năm 1929  | Sangwan Talapat | Galyani Vadhana, Princess of Naradhiwas |
| Mahidol Adulyadej, Prince of Songkla                 | ngày 1 tháng 1 năm 1891  | ngày 24 tháng 9 năm 1929  | Sangwan Talapat | Ananda Mahidol                          |
| Mahidol Adulyadej, Prince of Songkla                 | ngày 1 tháng 1 năm 1891  | ngày 24 tháng 9 năm 1929  | Sangwan Talapat | Bhumibol Adulyadej                      |
| Công chúa (Không rõ tên)                             | ngày 9 tháng 11 năm 1893 | ngày 12 tháng 11 năm 1893 | Không kết hôn   |                                         |